# Liste der Staatsgedichte der Bundesstaaten der Vereinigten Staaten
Dies ist eine Liste der offiziellen Staatsgedichte der Bundesstaaten der Vereinigten Staaten. Diese Gedichte gelten als bundesstaatliche Wahrzeichen in den jeweiligen Bundesstaaten der Vereinigten Staaten.
| Bundesstaat    | Gedicht                                          | Autor                              | Jahr        |
| -------------- | ------------------------------------------------ | ---------------------------------- | ----------- |
| Indiana        | Indiana                                          | Arthur Franklin Mapes              | [ 1 ]       |
| Louisiana      | „America, We The People“ (State judicial poem)   | Sylvia Davidson Lott Buckley       | 1995        |
| Louisiana      | „Leadership“ (Gedicht des Senates von Louisiana) | Jean McGivney Boese                | 1999        |
| Massachusetts  | „Blue Hills of Massachusetts“                    | Katherine E. Mullen                | 1981        |
| New Mexico     | „A Nuevo México“                                 | Luis Tafoya                        | Januar 1991 |
| North Carolina | „The Tar Heel Toast“ (official toast)            | Leonora Martin and Mary Burke Kerr | 1957        |
| Oklahoma       | „Howdy Folks: The Official Will Rogers Poem“     | David Randolph Milsten             | 1941        |
| Tennessee      | „Oh Tennessee, My Tennessee“                     | Admiral William Lawrence           | [ 8 ]       |